# Israel M. Foster

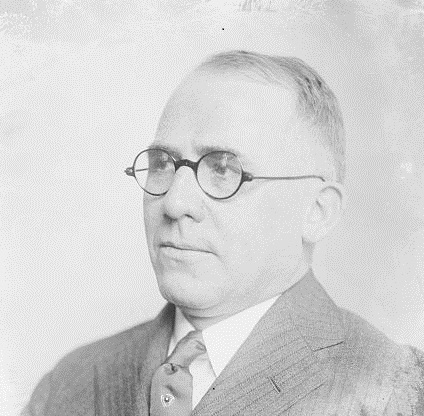
Israel M. Foster

Israel Moore Foster (* 12. Januar 1873 in Athens, Ohio; † 10. Juni 1950 in Washington, D.C.) war ein US-amerikanischer Politiker. Zwischen 1919 und 1925 vertrat er den Bundesstaat Ohio im US-Repräsentantenhaus.

## Werdegang
Israel Foster besuchte die öffentlichen Schulen seiner Heimat und studierte danach bis 1895 an der Ohio University in Athens. Nach einem anschließenden Jurastudium an der Harvard University sowie der Ohio State Law School und seiner 1898 erfolgten Zulassung als Rechtsanwalt begann er in Athens in diesem Beruf zu arbeiten. Zwischen 1902 und 1910 war er Staatsanwalt im Athens County. 24 Jahre lang war er Mitglied und Sekretär im Kuratorium der Ohio University. Politisch schloss er sich der Republikanischen Partei an. Im Jahr 1912 gehörte er als Sekretär deren Staatsvorstand in Ohio an.
Bei den Kongresswahlen des Jahres 1918 wurde Foster im zehnten Wahlbezirk von Ohio in das US-Repräsentantenhaus in Washington gewählt, wo er am 4. März 1919 die Nachfolge von Robert M. Switzer antrat. Nach zwei Wiederwahlen konnte er bis zum 3. März 1925 drei Legislaturperioden im Kongress absolvieren. In den Jahren 1919 und 1920 wurde der 18. und der 19. Verfassungszusatz ratifiziert. Dabei ging es um das Verbot des Handels mit alkoholischen Getränken bzw. um die bundesweite Einführung des Frauenwahlrechts. Im Jahr 1924 brachte Foster einen eigenen Entwurf ein, der einen weiteren Verfassungszusatz zum Schutz vor Kinderarbeit vorsah. Dieser Vorschlag wurde bis 1937 von 27 Bundesstaaten ratifiziert. Das reichte bisher her nicht, um ihn in Kraft zu setzen. Der Fall ist aber noch offen. Sollten irgendwann einmal zehn weitere Staaten Fosters Vorschlag ratifizieren, wird er offizieller Verfassungszusatz.
Im Jahr 1924 wurde Foster von seiner Partei nicht mehr zur Wiederwahl nominiert. Zwischen 1925 und 1942 war er Gerichtsbeauftragter des Court of Claims. Danach zog er sich in den Ruhestand zurück. Er starb am 10. Juni 1950 in Washington, wo er auch beigesetzt wurde.